# Ken’ichirō Meta
Ken’ichirō Meta (jap. 米田兼一郎 Meta Ken’ichirō; ur. 2 lipca 1982) – japoński piłkarz występujący na pozycji pomocnika.

## Kariera klubowa
Od 2001 do 2011 roku występował w klubach Avispa Fukuoka, Kyoto Sanga FC, Tochigi SC, Tokushima Vortis i Sagan Tosu.